# Abaújalpár
Abaújalpár é um município da Hungria, situado no condado de Borsod-Abaúj-Zemplén. Tem 8,48 km² de área e sua população em 2015 foi estimada em 66 habitantes.